# کورکومین

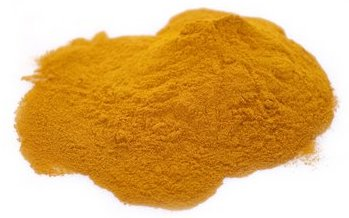
کورکومین

کورکومین (به انگلیسی: Curcumin) یا دی فرولوئیل متان جزء فعال ادویه زردچوبه است و دارای خواص ضد التهابی می‌باشد. کورکومین یک آنتی‌اکسیدان قوی است.

## ضد سرطان

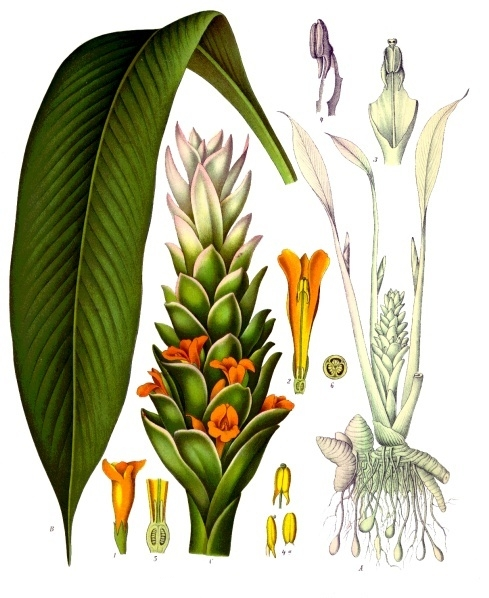
گیاه کورکومین

کورکومین موجود در زردچوبه ماده مؤثری است که پلاک‌های مغزی را از بین می‌برد.
کورکومین در صورتی که بتواند وارد سلولهای سرطانی شود می‌تواند باعث راه اندازی مسیرهای مرگ برنامه‌ریزی شده سلولی یا Apoptosis شود که این کار را با استفاده از فعال کردن کاس‍پاز، کاسپاز۳ و کاسپاز۷ و کاسپاز۹ انجام می‌دهد.
کورکومین می تواند با اثر گذاری بر روی آنزیم رونوشت بردار معکوس تلومراز انسانی ( hTERT) سبب کوتاه شدن تلومر ها در سلول های سرطانی مانند رده سلولی MCF-7 شود که سبب کاهش توانایی تقسیم آن سلول های آن رده می شود.

## محافظت از قلب
کورکومین ممکن است عملکرد اندوتلیال یا غشای نازکی که داخل قلب و عروق خونی را می‌پوشاند، بهبود ببخشد. این غشا در تنظیم فشار خون نقش اساسی دارد.

## بیماری های التهابی چشم
مطالعات متعددی اثربخشی کورکومین در درمان بیماری های التهابی چشم از جمله یووئیت، نوریت اپتیک، التهاب اوربیت و غده اشکی مورد بررسی قرار داده اند. اکثر این مطالعات از مدل های حیوانی استفاده کرده و پژوهش های بالینی کافی در مورد اثرات مذکور وجود ندارد.